# Laccaria

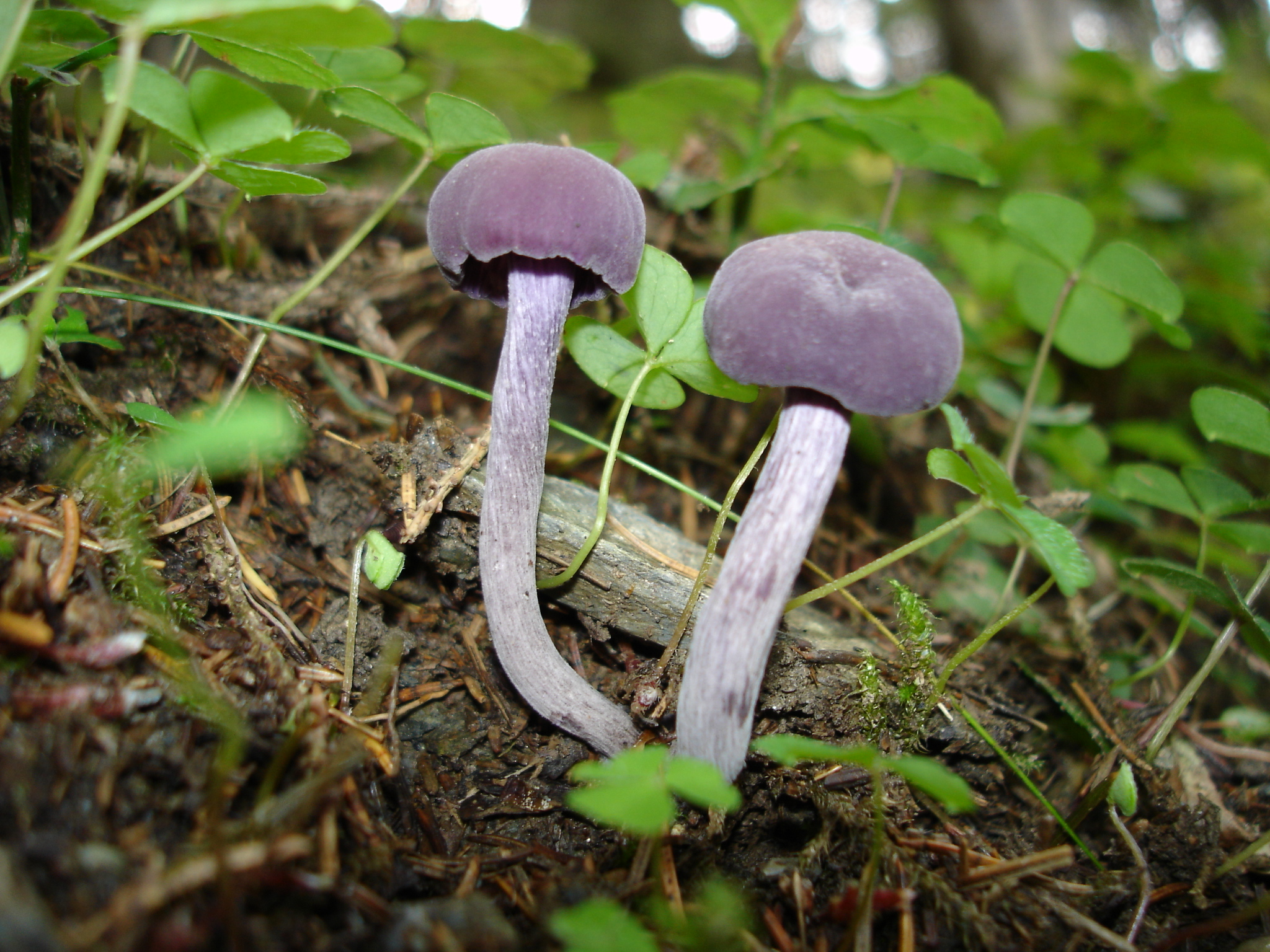
Lakówka ametystowa

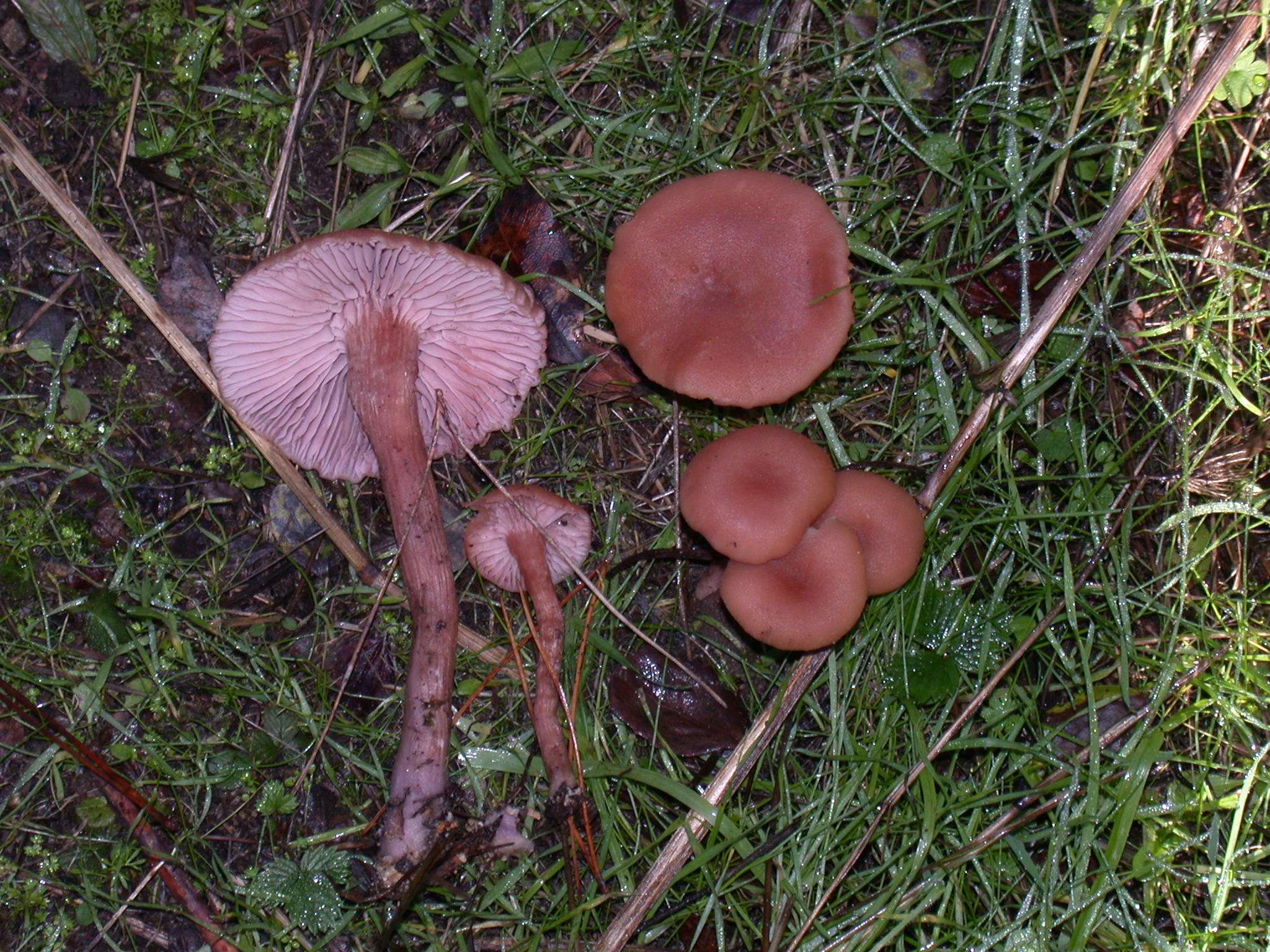
Lakówka dwubarwna

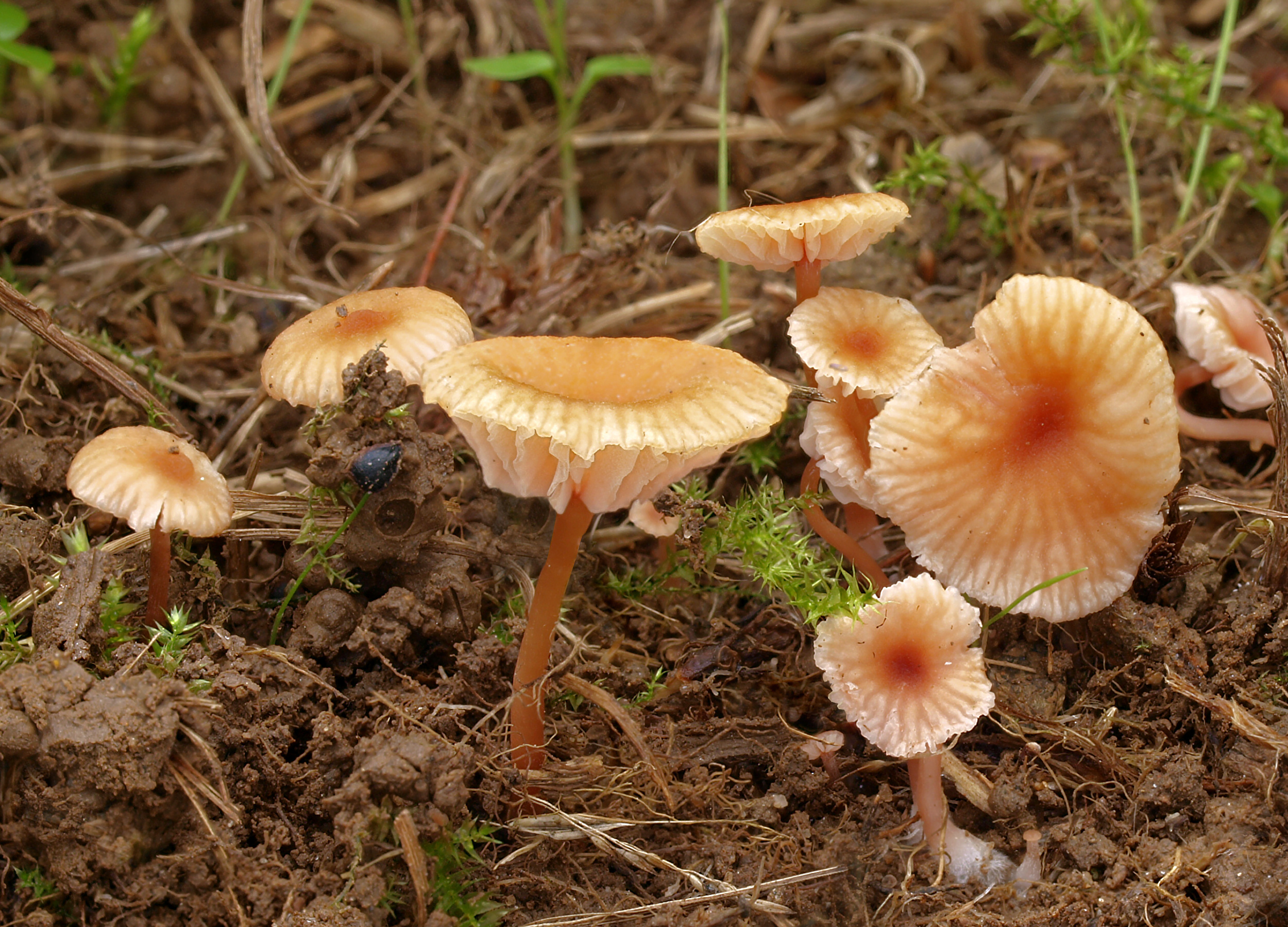
Lakówka drobna

Laccaria Berk. & Broome (lakówka) – rodzaj grzybów należący do rodziny piestróweczkowatych (Hydnangiaceae).

## Systematyka i nazewnictwo
Pozycja w klasyfikacji według Index Fungorum: Hydnangiaceae, Agaricales, Agaricomycetidae, Agaricomycetes, Agaricomycotina, Basidiomycota, Fungi.
Synonim Russuliopsis J. Schröt. Polską nazwę podali Barbara Gumińska i Władysław Wojewoda w 1968 r. W polskim piśmiennictwie mykologicznym należące do tego rodzaju gatunki były też opisywane jako bedłka, serojeszkówka i lejkówka.

## Charakterystyka
Naziemne grzyby saprotroficzne. Owocniki lakówek mają higrofaniczne i delikatne kapelusze barwy liliowej lub cielistoróżowej, o cienkim miąższu, z brzegiem prześwitująco żłobkowanym. Hymenofor blaszkowy, a blaszki grubawe, dość szeroko rozstawione, szeroko przyrośnięte do krótko zbiegających. Trzony stosunkowo cienkie, później w środku puste. Zarodniki są okrągławe lub lekko eliptyczne, kolczaste (sporadycznie gładkie), bez pory rostkowej, bezbarwne. Wysyp zarodników najczęściej biały, rzadko bladoliliowy, nieamyloidalny. Gatunki z tego rodzaju występują w klimacie umiarkowanym i tropikalnym, brak wśród nich toksycznych dla człowieka.
Gatunki występujące w Polsce:
- Laccaria amethystina Cooke – lakówka ametystowa
- Laccaria bicolor (Maire) P.D. Orton – lakówka dwubarwna
- Laccaria fraterna (Sacc.) Pegler – lakówka ceglasta
- Laccaria laccata (Scop.) Cooke – lakówka pospolita
- Laccaria macrocystidiata (Migl. & Lavorato) Pázmány 1994[5]
- Laccaria maritima (Theodor.) Singer ex Huhtinen – lakówka nadmorska
- Laccaria montana Singer 1973[5]
- Laccaria proxima (Boud.) Pat. – lakówka okazała
- Laccaria pumila Fayod – lakówka prążkowana
- Laccaria purpureobadia D.A. Reid – lakówka purpurowobrązowa
- Laccaria tetraspora Singer[6]
- Laccaria tortilis (Bolton) Cooke – lakówka drobna

Nazwy naukowe na podstawie Index Fungorum. Nazwy polskie według Władysława Wojewody. Wykaz gatunków według W. Wojewody i innych (oznaczone przypisem).